# Les Nabis

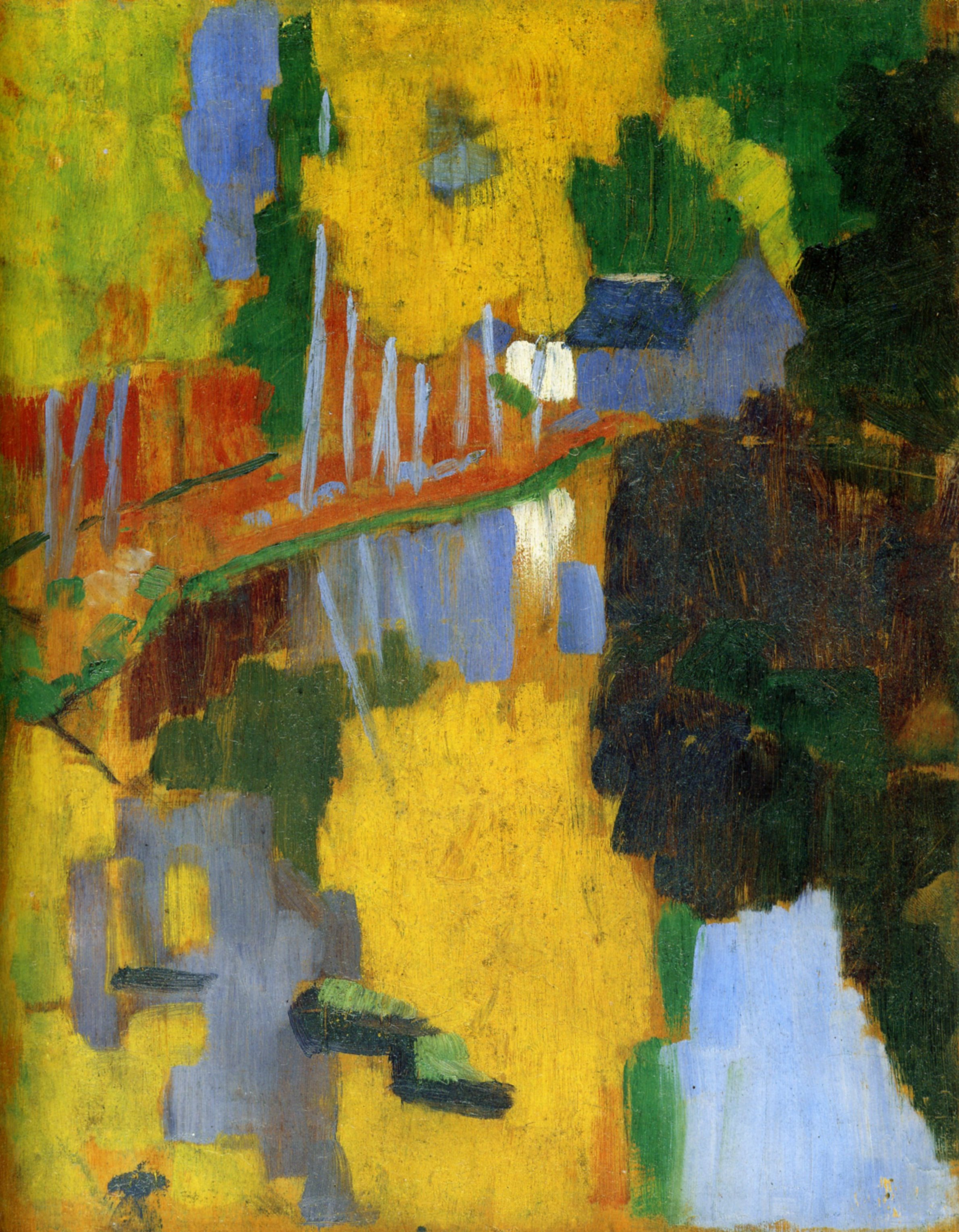
Paul Sérusier - O Talismã (1888).

Les Nabis, ou simplesmente Nabis, foi um grupo de jovens artistas pós-impressionistas vanguardistas da última década do século XIX.
Paul Sérusier impulsionou Les Nabis, arranjou o nome e a grande influência, Paul Gauguin. A palavra Nabi deriva do hebraico, da palavra profeta. Pierre Bonnard e Edouard Vuillard tornaram-se os mais conhecidos do grupo, mas na altura estavam um pouco afastados dos restantes membros. Os membros do grupo incluíam também Maurice Denis, Paul Ranson, Ker-Xavier Roussel, Félix Vallotton, Paul Sérusier e Auguste Cazalis.
Conheceram-se na Académie Julian, e depois em casa de Paul Ranson, e chegaram à conclusão que uma obra de arte é o produto final da expressão visual e sentimental do artista. Receberam muitas influências simbolistas. Abriram caminho às obras abstractas prematuras e à arte não figurativa. 
Entre o grupo estava Maurice Denis, cujos trabalhos jornalísticos fizeram publicidade a Les Nabis. Tinha uma definição para arte produzida pelo gupo, que se aproximava bastante da realidade — "uma superfície lisa coberta de cores organizadas". As suas Théories (1920; 1922) levaram a arte Nabis muito para além da sua extinção devido ao Fauvismo e Cubismo.